# Platz der Luftbrücke (métro de Berlin)
Platz der Luftbrücke est une station de la ligne 6 du métro de Berlin, entre les quartiers de Tempelhof et de Kreuzberg

## Situation
La station se situe sous la place du même nom et au sud du Mehringdamm.

## Historique
La station ouvre le 14 février 1926 sous le nom de "Kreuzberg" et est le terminus de la ligne CII (aujourd'hui ligne 6). Le 10 septembre 1927, elle n'est plus le terminus avec l'ouverture de la station Paradestraße. En 1937, "Kreuzberg" prend le nom de "Flughafen" puis en 1975 de "Platz der Luftbrücke". La station relie au réseau de transport urbain l'aéroport de Berlin-Tempelhof jusqu'à sa fermeture le 30 octobre 2008.
La station dispose de quatre entrées, une bouche vers le nord (Mehringdamm) et trois bouches vers l'aéroport.

## Correspondances
La station de métro est en correspondance avec les lignes d'omnibus 104 et 248 de la Berliner Verkehrsbetriebe.

## Platz der Luftbrücke dans la fiction
- Une scène mythique du film franco-allemand Possession d'Andrzej Żuławski a lieu dans la station. Isabelle Adjani y est prise de spasmes dans un couloir et fait une « fausse couche » démoniaque[1].